# César Rodríguez Vargas
César Rodríguez (n. 1 de abril de 1985; Guadalajara, Jalisco) es un productor, actor, guionista y ocasionalmente director mexicano de cine, televisión y teatro.

## Biografía
Oriundo de Guadalajara, Jalisco, estudió en la University of Houston dónde se graduó en Producción de medios y teatro. Posteriormente se mudó a Los Ángeles, California dónde continuó sus estudios de actuación en el Baron Brown Studio en Santa Mónica. Rodríguez ha coproducido y actuado en diversos proyectos de cine, televisión y teatro en México y Estados Unidos, también ha escrito varios guiones cinematográficos, entre ellos, Una última y nos vamos y Ni tú ni yo.
Hace algunos años, cansado de ser rechazado en los proyectos en los que audicionaba, César decidió junto a un amigo comenzar a escribir sus propios proyectos con el fin de autoemplearse, el problema es que ninguno de los dos sabía escribir un guion, tuvieron que empezar desde cero. Así nació la idea de El Diez, serie protagonizada por Alfonso Herrera y transmitida  por ESPN, lo que le abrió las puertas a un mundo que desconocía. 
Después llegó Purasangre.

## Trabajos
Actor
- De pura cepa (2007) -Pedro
- Raíces torcidas (2008) -Fernando
- El Diez (2011) -Gerardo Romero
- Una última y nos vamos (2015) -Chelupe
- Purasangre (2016) -Fierro.
- Ni tú ni yo (2018) -Gabino.
- Sangre de mi tierra - Telemundo (2018) -Wilmer
- Rebelión de los Godínez (2019) -Hugo Chances
- Solteras (2019) -Ernesto
- Locas por el Cambio (2020) -Iñaki
- La suerte de Loli (2021) - Leonardo Contreras

Guionista
- Raíces torcidas
- El Diez
- Una última y nos vamos
- Ni Tú Ni Yo
- Código Rojo
- Operación Feliz Navidad

Productor
- Raíces torcidas
- Una última y nos vamos
- Purasangre
- #Somos
- Ni Tú Ni Yo
- Locas por el Cambio (2020)

Director
- Universus
- #Somos